# Juan Ignacio Cavallaro
Juan Ignacio Cavallaro (Paraná, Provincia de Entre Ríos, Argentina; 28 de junio de 1994) es un futbolista argentino. Juega como mediocampista ofensivo y su primer equipo fue Unión de Santa Fe. Actualmente milita en San Martín de San Juan de la Liga Profesional.

## Trayectoria

### Unión de Santa Fe
Juan Ignacio Cavallaro realizó las inferiores en Unión de Santa Fe. Antes de debutar en la Primera División, ya fue noticia por el interés del Anderlecht de Bélgica en ficharlo, inclusive el jugador estuvo un mes a prueba en el equipo europeo.
En el 2012, fue integrado al plantel profesional de Unión. El no jugó hasta la fecha 9, el 8 de abril de 2012, donde Unión empató 2 a 2 contra Banfield en el Lencho Sola. En el mismo, Cavallaro jugó hasta el minuto 60, donde salió por el uruguayo Fabricio Núñez.
En la próxima fecha, Unión jugaba contra Arsenal de Sarandí en el 15 de abril. Ese día, Unión cumplía, como institución deportiva, 105 años. En el mismo partido, Cavallaro marcó su primer gol con la camiseta tatengue, además de ser el gol de la victoria, en el minuto 51, dando la alegría al equipo. Luego, sería cambiado al minuto 69 por Alexis Fernández.

### San Lorenzo de Almagro
A mediados de 2013 pasó a San Lorenzo de Almagro, club que pagó 4.3 millones de pesos por el 80% de su pase.
Convirtió su primer gol con la casaca azul-grana en un amistoso a puertas cerradas frente a Nacional de Montevideo, siendo la primera vez que luce dicha camiseta. Su debut oficial llegó más tarde de lo esperado, fue recién en la fecha 8 del Torneo Inicial 2013, cuando entró a los 12 del segundo tiempo por Leandro Romagnoli y marcó el segundo gol en la victoria de su equipo 2-0 ante Colón. Ha llevado a cabo sensacionales actuaciones, mostrándose muy participativo y crucial en algunos momentos del equipo, destacándose por su velocidad y habilidad.
En ese mismo año logró el Torneo Inicial 2013 habiendo disputado 5 partidos de los cuales ingreso en todos. Marcó un gol.
Formó parte del equipo campeón de la Copa Libertadores de América 2014.

### Liga de Quito
Al no ser tenido en cuenta en el primer equipo, el 19 de junio de 2015, es cedido por un año sin opción de compra al Liga de Quito de Ecuador. Convirtió su primer gol ante Liga de Loja el 6 de noviembre de 2015 en la agónica victoria de Liga de Quito por 3 goles a 2.

### Tigre
En 2018 queda libre de San Lorenzo y se convierte en nuevo refuerzo de Tigre por 1 año de contrato.

### Arsenal de Sarandí
En agosto de 2023, luego de estar seis meses sin club, se convirtió en refuerzo de Arsenal de Sarandí, donde firmó contrato hasta diciembre de 2024.

## Selección nacional
Fue convocado a la Selección Argentina Sub-20 que participó en el Torneo Internacional C.O.T.I.F. de la Alcudia 2012, en el que terminó consagrándose campeón al ganarle en la final a España por 2 a 0.
El 28 de diciembre de 2012 fue confirmado en la lista de 22 jugadores para el Sudamericano Sub-20 que se disputó en Argentina en 2013, llevando la camiseta n° 19.

## Estadísticas
- Actualizado al 9 de agosto de 2025

### Clubes
| Club                        | Div.                | Temporada           | Liga  | Liga  | Copa nacional | Copa nacional | Copa internacional | Copa internacional | Total | Total |
| Club                        | Div.                | Temporada           | Part. | Goles | Part.         | Goles         | Part.              | Goles              | Part. | Goles |
| --------------------------- | ------------------- | ------------------- | ----- | ----- | ------------- | ------------- | ------------------ | ------------------ | ----- | ----- |
| Unión Argentina             | 1.ª                 | 2011/12             | 7     | 1     | 0             | 0             | -                  | -                  | 7     | 1     |
| Unión Argentina             | 1.ª                 | 2012/13             | 25    | 2     | 1             | 0             | -                  | -                  | 26    | 2     |
| Unión Argentina             | 1.ª                 | 2019/20             | 11    | 1     | -             | -             | -                  | -                  | 11    | 1     |
| Unión Argentina             | Total               | Total               | 43    | 4     | 1             | 0             | -                  | -                  | 44    | 4     |
| San Lorenzo Argentina       | 1.ª                 | 2013/14             | 16    | 1     | -             | -             | 3                  | 0                  | 19    | 1     |
| San Lorenzo Argentina       | 1.ª                 | 2014                | 8     | 1     | 2             | 0             | 0                  | 0                  | 10    | 1     |
| San Lorenzo Argentina       | 1.ª                 | 2015                | 1     | 0     | 1             | 0             | 0                  | 0                  | 2     | 0     |
| San Lorenzo Argentina       | 1.ª                 | 2017/18             | 0     | 0     | 0             | 0             | 1                  | 0                  | 1     | 0     |
| San Lorenzo Argentina       | Total               | Total               | 25    | 2     | 3             | 0             | 4                  | 0                  | 32    | 2     |
| Liga de Quito · Ecuador     | 1.ª                 | 2015                | 18    | 1     | -             | -             | 6                  | 1                  | 24    | 2     |
| Liga de Quito · Ecuador     | Total               | Total               | 18    | 1     | -             | -             | 6                  | 1                  | 24    | 2     |
| Estudiantes (LP) Argentina  | 1.ª                 | 2016                | 16    | 4     | -             | -             | -                  | -                  | 16    | 4     |
| Estudiantes (LP) Argentina  | 1.ª                 | 2016/17             | 15    | 0     | 1             | 0             | 4                  | 1                  | 20    | 1     |
| Estudiantes (LP) Argentina  | Total               | Total               | 31    | 4     | 1             | 0             | 4                  | 1                  | 36    | 5     |
| Tigre Argentina             | 1.ª                 | 2018/19             | 17    | 3     | 8             | 2             | -                  | -                  | 25    | 5     |
| Tigre Argentina             | 2.ª                 | 2019/20             | 5     | 0     | 0             | 0             | 1                  | 0                  | 6     | 0     |
| Tigre Argentina             | 2.ª                 | 2020                | 4     | 0     | -             | -             | 3                  | 0                  | 7     | 0     |
| Tigre Argentina             | 2.ª                 | 2021                | 6     | 0     | 1             | 0             | -                  | -                  | 7     | 0     |
| Tigre Argentina             | Total               | Total               | 32    | 3     | 9             | 2             | 4                  | 0                  | 45    | 5     |
| Deportes La Serena · Chile  | 1.ª                 | 2021                | 8     | 4     | -             | -             | -                  | -                  | 8     | 4     |
| Deportes La Serena · Chile  | 1.ª                 | 2022                | 23    | 2     | 1             | 0             | -                  | -                  | 24    | 2     |
| Deportes La Serena · Chile  | Total               | Total               | 31    | 6     | 1             | 0             | -                  | -                  | 32    | 6     |
| Arsenal Argentina           | 1.ª                 | 2023                | -     | -     | 10            | 1             | -                  | -                  | 10    | 1     |
| Arsenal Argentina           | Total               | Total               | -     | -     | 10            | 1             | -                  | -                  | 10    | 1     |
| Independiente (M) Argentina | 1.ª                 | 2024                | 6     | 0     | 9             | 1             | -                  | -                  | 15    | 1     |
| Independiente (M) Argentina | Total               | Total               | 6     | 0     | 9             | 1             | -                  | -                  | 15    | 1     |
| San Martín (SJ) Argentina   | 1.ª                 | 2025                | 13    | 0     | 2             | 0             | -                  | -                  | 15    | 0     |
| San Martín (SJ) Argentina   | Total               | Total               | 13    | 0     | 2             | 0             | -                  | -                  | 15    | 0     |
| Total en su carrera         | Total en su carrera | Total en su carrera | 199   | 20    | 36            | 4             | 18                 | 2                  | 253   | 26    |

### Selección
| Selección                        | Año                 | Amistosos | Amistosos | Sudamérica(1) | Sudamérica(1) | Mundial | Mundial | Total | Total |
| Selección                        | Año                 | Part.     | Goles     | Part.         | Goles         | Part.   | Goles   | Part. | Goles |
| -------------------------------- | ------------------- | --------- | --------- | ------------- | ------------- | ------- | ------- | ----- | ----- |
| Sub-20 Argentina                 | 2013                | -         | -         | 2             | 0             | -       | -       | 2     | 0     |
| Sub-20 Argentina                 | Total               | -         | -         | 2             | 0             | -       | -       | 2     | 0     |
| Total en su carrera              | Total en su carrera | -         | -         | 2             | 0             | -       | -       | 2     | 0     |
| (1) Incluye Sudamericano Sub-20. |                     |           |           |               |               |         |         |       |       |

## Palmarés

### Campeonatos nacionales
| Título               | Club                   | País      | Año  |
| -------------------- | ---------------------- | --------- | ---- |
| Torneo Inicial       | San Lorenzo de Almagro | Argentina | 2013 |
| Copa de la Superliga | Tigre                  | Argentina | 2019 |
| Primera Nacional     | Tigre                  | Argentina | 2021 |

### Copas internacionales
| Título            | Club                   | País      | Año  |
| ----------------- | ---------------------- | --------- | ---- |
| Copa Libertadores | San Lorenzo de Almagro | Argentina | 2014 |